# 13. Jahrtausend v. Chr.
Portal Geschichte | Portal Biografien | Aktuelle Ereignisse | Jahreskalender | Tagesartikel

◄ |
14. Jahrtausend v. Chr. |
13. Jahrtausend v. Chr. | 12. Jahrtausend v. Chr.  | ►
| Übersicht Urgeschichte | Übersicht Urgeschichte | Übersicht Urgeschichte | Übersicht Urgeschichte |
| ---------------------- | ---------------------- | ---------------------- | ---------------------- |
| Holozän                | (➚ Frühgeschichte)     | (➚ Frühgeschichte)     | (➚ Frühgeschichte)     |
| Holozän                | Eisenzeit              |                        |                        |
| Holozän                | späte Bronzezeit       |                        |                        |
| Holozän                | mittlere Bronzezeit    |                        |                        |
| Holozän                | frühe Bronzezeit       |                        |                        |
| Holozän                | Bronzezeit             |                        |                        |
| Holozän                | Kupfersteinzeit        |                        |                        |
| Holozän                | Jungsteinzeit          |                        |                        |
| Holozän                | Mittelsteinzeit        |                        |                        |
| Pleistozän             | Jungpaläolithikum      |                        |                        |
| Pleistozän             | Mittelpaläolithikum    |                        |                        |
| Pleistozän             | Altpaläolithikum       |                        |                        |
| Pleistozän             | Altsteinzeit           |                        |                        |
| Pleistozän             | Steinzeit              |                        |                        |

Das 13. Jahrtausend v. Chr. beschreibt den Zeitraum von 13.000 v. Chr. bis 12.000 v. Chr.
Kulturelle Entwicklungen und geologische Ereignisse können wegen der Ungenauigkeit der Altersbestimmung nur grob einem Jahrtausend zugeordnet werden. Es gibt Überschneidungen mit den Entwicklungen des 14. Jahrtausends v. Chr. und des 12. Jahrtausends v. Chr. Das 13. Jahrtausend v. Chr. gehört dem erdgeschichtlichen Zeitalter des ausgehenden Pleistozäns an und befindet sich am Ende der letzten Eiszeit. Innerhalb der Menschheitsgeschichte gehört das 13. Jahrtausend v. Chr. zur Steinzeit, genauer zum Ende der Altsteinzeit, dem Jungpaläolithikum. Für Regionen, die nicht oder kaum vom Wechsel zwischen den Eiszeiten mit mächtigen Eisschilden und wärmeren Zwischeneiszeiten geprägt wurden, wird der Begriff Epipaläolithikum verwendet. In den südlicheren Breiten wirkt sich das klimatisch als eine Abfolge von Regen- und Trockenperioden aus. Die daraus resultierenden kulturellen Entwicklungen gelten vor allem für Nordafrika, die Levante und Südeuropa sowie für den Norden Indiens und den Süden Afghanistans.

## Erdgeschichte und Umwelt
Die Mecklenburg-Phase des Hochglazials der Weichsel-Kaltzeit mit dem letzten Eisvorstoß des skandinavischen Inlandeises in Nordeuropa geht zu Ende. Sie datiert in den Zeitraum von rund 15.000 bis rund 12.700 v. Chr. Das darauf folgende Meiendorf-Interstadial ist die älteste bzw. erste Warmphase in Norddeutschland nach dem Weichsel-Hochglazial und damit die basale stratigraphische Einheit des Weichsel-Spätglazials. Es entspricht dem Grönland-Interstadial 1e (GI-1e). Die Pflanzenwelt ist durch eine Strauchtundra mit einem relativ hohen Anteil von Sonnenpflanzen (Heliophyten) geprägt. Pollenanalytisch ist der Beginn dieses Interstadials durch den Anstieg der Pollen von Zwerg-Birke, Weide, Sanddorn, Wacholder und Artemisia gekennzeichnet. Zu Beginn des 12. Jahrtausends v. Chr., um 11.850 v. Chr., wird dieses Interstadial durch die Älteste Dryaszeit abgelöst.
Während der Kaltzeiten herrscht in Afrika Trockenheit. Die Pegel der Seen wie Tschadsee und Turkana-See liegen wesentlich tiefer als heute. Schon vor 12.500 v. Chr. hat der Victoriasee keinen Abfluss mehr. Erst am Ende der letzten Eiszeit gräbt der Nil sein Flussbett, als der Wasserspiegel im Victoriasee durch Schmelzwasser und höhere Niederschläge ansteigt.
Beringia, die Landbrücke über die Beringstraße, war vor rund 20.000 Jahren, dem Höhepunkt der Kaltzeit mit ihrem bis zu 125 m tiefer als heute liegenden Meeresspiegel, eine 40 bis 50 km breite und bis zu 85 km lange hügelige Landschaft zwischen den Kontinenten Asien und Amerika. Dort entwickelte sich eine Grassteppe, mit den spezifischen Merkmalen einer Mammutsteppe. Über diese Landbrücke erreichten erste Menschen von Asien aus Amerika und besiedelten den Kontinent ab dem 13. Jahrtausend v. Chr. In diesen Zeitraum fällt auch der „Schmelzwasserpuls 1A“. Dieser setzt zwischen 12.200 bis 12.700 v. Chr. ein. Der Meeresspiegel steigt innerhalb von 500 Jahren global um 20 Meter. Der Schmelzwasserpuls löste den antarktischen Kälterückfall aus.

## Kulturen im 13. Jahrtausend v. Chr.
Das Kebarien ist eine archäologische Kultur, die lange dem Jungpaläolithikum in der Levante zugerechnet wurde, die jedoch zunehmend dem Epipaläolithikum und damit der Endphase der Jäger- und Sammlerkulturen vor der Entwicklung der produzierenden Lebensweise zugeordnet wird. Diese Kultur dauert bis etwa 12.000 v. Chr. und ist der Vorläufer des Natufien.
In Oberägypten und Nubien herrscht von 12.500 bis 10.000 v. Chr. die Qadan-Kultur. Diese betreibt neben dem Fischfang und der Jagd einen verbesserten Zugang zu pflanzlicher Nahrung, besonders durch die Nutzung von körnertragenden Gräsern.
Von Tunesien ausgehend verbreitet sich in Nordafrika die Kultur des Ibéromaurusien von Osten nach Westen entlang der Mittelmeerküste. Im 14. Jahrtausend v. Chr. erreicht die Kultur Marokko als westlichen Ausläufer. Der Name Ibéromaurusien legt auch eine Besiedlung der Iberischen Halbinsel durch Vertreter dieser Kultur nahe, für diese These gibt es jedoch keine archäologische Evidenz.
In Europa existieren in dieser Zeit (unter anderem) die Magdalénien-Kultur, die Hamburger Kultur und die Federmesser-Gruppen.
Außerdem fällt der Beginn der Sandia-, der Clovis- und Goshen-Kultur auf dem nordamerikanischen Kontinent in dieses Jahrtausend, die zu den paläoindianischen Kulturen gehören. In Japan entstand die Jomon-Kultur.

## Entdeckungen und kulturelle Entwicklungen
- Das Feuer wird genutzt, um Keramik zu erzeugen. In Japan fand man Keramiken, die auf 12.000 v. Chr. datiert wurden. Neuere Studien schätzen diese Funde aus den Fukui-Höhlen im heutigen Sasebo, Nagasaki allerdings einige Jahrtausende jünger. Diese Keramiken werden als Jomon Keramik (deutsch: Schnurmuster) bezeichnet, da ihr charakteristisches Muster durch Schnur- bzw. Kordelabdrücke erzeugt wurde.[10] Die älteste Keramik der Welt ist die Venus von Dolní Věstonice, gefunden in Tschechien und wurde auf ca. 26.000 v. Chr. datiert.[11]
- Der Mensch baut größere und robustere Behausungen als seine Vorfahren. Frühere Behausungen bestanden aus Holzpfählen behangen mit Tierhäuten oder Mammutknochen (siehe Meschyritsch (Tscherkassy)).[12][3]
- Der Hund wird zum Haustier. Im Magdalénien halten Menschen domestizierte Hunde als erste Haustiere.[13]
- Überreste von Backwerk wurden im nordwestlichen Jordanien gefunden und auf ein Alter von über 14.000 Jahren geschätzt. Das gefundene Brot ist somit älter als die ersten Belege des Ackerbaus. Dieser und andere Funde bestätigen, dass Menschen zu dieser Zeit Körner von Süßgräsern sammelten und mit Werkzeugen zu Mehl zerkleinerten.[14]
- Frühe Menschen sind zwischen 12.000 und 40.000 v. Chr. über Sibirien und die vereiste Beringstraße nach Alaska gelangt.[15][16] Mit dem vermehrten Abschmelzen von Gletschern dringen Menschen weiter südlich auf dem amerikanischen Kontinent vor.[17] 12.000 v. Chr. lebten Menschen in Peru, in Ayacucho[16] und um 11.000 v. Chr. erreichen erste Menschen Chile.[3]